# Девананда Пандит
Девананда Пандит — святой гаудия-вайшнавской традиции индуизма. Описывается, что он был профессиональным оратором «Шримад-Бхагаватам», который обратился к чистому преданному служению во времена Чайтаньи Махапрабху (1486—1533). Девананда Пандит ранее объяснял «Шримад-Бхагаватам» с имперсональной позиции. Из-за его оскорбления преданного он не мог понять суть «Бхагаватам» — любовь и преданность Кришне. Но когда Девананда Пандит служил возвышенному преданному, Чайтанья стал доволен им и раскрыл ему путь Кришна-бхакти.